# 京都府道651号大宮岩滝線
京都府道651号大宮岩滝線（きょうとふどう651ごう おおみやいわたきせん）は、京都府京丹後市から与謝郡与謝野町に至る一般府道である。

## 概要
京丹後市大宮町周枳（）から与謝郡与謝野町字岩滝に至る。
京丹後市大宮町から与謝野町役場のある岩滝地区を最短距離で連絡する路線である。両町の境界線には天橋立十景のひとつで一字観の見られる大内峠がある。両地点間はより昇降の少なく道路が整備されている国道312号水戸谷峠での迂回も可能である。

### 路線データ
- 起点：京丹後市大宮町周枳（京丹後大宮IC口交差点、国道312号交点）
- 終点：与謝郡与謝野町字岩滝（与謝野町役場交差点、国道178号交点、京都府道615号弓ノ木岩滝線終点）
- 総延長：9.2019 km[1]

## 歴史
- 2018年（平成30年）3月30日 - 京都府告示第178号により、現道は京丹後大宮IC経由（3.2420 km）に一本化し、京丹後市大宮町三坂・三坂交差点 - 京丹後市大宮町三重間の旧道（1.8004 km）が県道指定を解除、京丹後市道に移管された。

## 路線状況
与謝郡与謝野町側では連続したカーブが続く。道路幅や周囲の状況については、Google マップの衛星画像によって鮮明な画像が全区間で提供されているため確認できる。
本路線は異常気象時の通行規制区間を有し、平成23年台風第2号の影響による土砂災害の被害も受けていることから、異常気象時は走行に注意を要する。

### 重複区間
- 京都府道655号味土野大宮線（京丹後市大宮町森本・京丹後大宮IC - 京丹後市大宮町三重）
- 京都府道615号弓ノ木岩滝線（与謝郡与謝野町字弓木 - 与謝郡与謝野町字岩滝・与謝野町役場交差点（終点））

### 異常気象時通行規制
- 与謝郡与謝野町大内（連続雨量による通行規制）
大内峠を中心とした延長2.7kmの区間。連続雨量80mmで通行注意、連続雨量120mmで通行止になる[3]。

## 地理

### 通過する自治体
- 京都府
  - 京丹後市 - 与謝郡与謝野町

### 交差する道路
| 交差する道路                                                    | 市町村名 | 市町村名 | 交差する場所   | 交差する場所                |
| --------------------------------------------------------------- | -------- | -------- | -------------- | --------------------------- |
| 国道312号 京都府道656号間人大宮線 重複                          | 京丹後市 | 京丹後市 | 大宮町周枳（） | 京丹後大宮IC口交差点 / 起点 |
| E9 山陰近畿自動車道 京都府道655号味土野大宮線 重複区間起点      | 京丹後市 | 京丹後市 | 大宮町森本     | 京丹後大宮IC                |
| 京都府道655号味土野大宮線 重複区間終点                          | 京丹後市 | 京丹後市 | 大宮町三重     |                             |
| 丹後半島縦貫林道                                                | 京丹後市 | 京丹後市 | 大宮町三重     |                             |
| 京都府道615号弓ノ木岩滝線 重複区間起点                          | 与謝郡   | 与謝野町 | 字弓木         |                             |
| 国道178号 国道482号 重複 京都府道615号弓ノ木岩滝線 重複区間終点 | 与謝郡   | 与謝野町 | 字岩滝         | 与謝野町役場交差点 / 終点   |

### 沿線
官公庁・公共施設
- 与謝野町役場

教育
- 与謝野町立岩滝小学校

金融機関・郵便局
- 京都北都信用金庫岩滝中央支店
- 京都銀行岩滝支店

史跡
- 一色城跡・城山公園

神社・仏閣
- 三坂神社
- 大河神社
- 玉田寺

余暇・観光
- 大内峠一字観公園

### 峠
- 大内峠（京丹後市 - 与謝郡与謝野町）